# NetSurf
NetSurf is een vrije webbrowser voor RISC OS, AmigaOS 4, Atari OS, BeOS/Haiku, macOS, Linux, Unix en Windows. Het wordt ontwikkeld door The NetSurf Developers die de webbrowser vrijgeven onder de voorwaarden van de GPL.

## Functies
NetSurf is geschreven in de programmeertaal C en ondersteunt de meeste componenten van de HTML 4- en CSS 2.1-specificaties door middel van een eigen layout-engine. Sinds versie 2.0 maakt NetSurf gebruik van Hubbub, een HTML-parser voor HTML5. NetSurf ondersteunt de afbeeldingsformaten GIF, JPEG, PNG, BMP en WebP. Ook ondersteunt de browser formaten eigen aan RISC OS, waaronder Sprite-, Draw- en ArtWorks-bestanden. NetSurf ondersteunde lange tijd JavaScript niet, maar heeft sinds 2013 experimentele ondersteuning. NetSurf kan overweg met tabbladen.